# IC 1086
IC 1086 је спирална галаксија у сазвјежђу Волар која се налази на листи објеката дубоког неба у Индекс каталогу.
Деклинација објекта је + 17° 6' 54" а ректасцензија 15h 3m 29,1s. Привидна величина (магнитуда) објекта IC 1086 износи 14,7 а фотографска магнитуда 15,5. IC 1086 је још познат и под ознакама MCG 3-38-77, CGCG 105-101, NPM1G +17.0536, PGC 53734.